# 温德尔·R·安德森
温德尔·R·安德森（英語：Wendell R. Anderson，1933年2月1日—2016年7月17日），美国男子冰球运动员，场上位置是前锋。他曾代表美国国家队参加1956年冬季奥林匹克运动会冰球比赛，获得一枚银牌。爾後，他亦曾以民主黨籍身份當選為明尼苏达州州长（1971年至1976年在任），並短暫繼任該州聯邦參議員（1976年至1978年在任）。